# Sinderen
Sinderen est un village situé dans la commune néerlandaise d'Oude IJsselstreek, dans la province de Gueldre. Le 1er janvier 2007, le village comptait 950 habitants.